# Spåmanslokens naturreservat
Spåmanslokens naturreservat inrättades 2005. Inom reservatet finns det många gamla aspar och andra träd som tall, björk och sälg. Hälften av beståndet består av granar. Inom reservatet har man ringbarkat granar omkring asp och tall. Detta gör att granen kommer att dö och ge utrymme för andra träd. De fallna träden kommer att ge liv åt olika lavar och ge upphov till ett myller av liv. Det moderna skogsbruket har gjort att andelen död ved i skogarna har minskat och detta är ett sätt att återställa balansen. I norra och södra änden av naturreservatet finns det tjärnar som omges av sumpskog.

## Historia
Namnet spåmansloken kommer ifrån att man för länge sedan spådde vädret genom att bedöma vattenståndet i loken.
På sjuttonhundratalet användes en del av reservatet för slåtter och bete för djuren. Resterna av en lada vittnar om detta. Väster om reservatet så går den gamla kyrkstigen mellan Lillsjöhögen och Lits kyrka.
Inom reservatet finns ett fångstgropsystem.

## Växtlighet och fågelliv
De många och multna lågorna utgör en bra miljö för olika lavar, vedsvampar och insekter. Bland annat så växer det lunglavar, njurlavar och vedsvampar. På en högstubbe av björk återfanns den unika skorplaven som är det nordligaste fyndet i Sverige. En annan unik lav är den blekskaftade nållaven som endast finns på tjugotalet platser. Inom området har det observerats följande fåglar, eller spår, av Järpe, Tjäder, Spillkråka och Tretåig hackspett. Orkidén Guckusko växer också inom området.

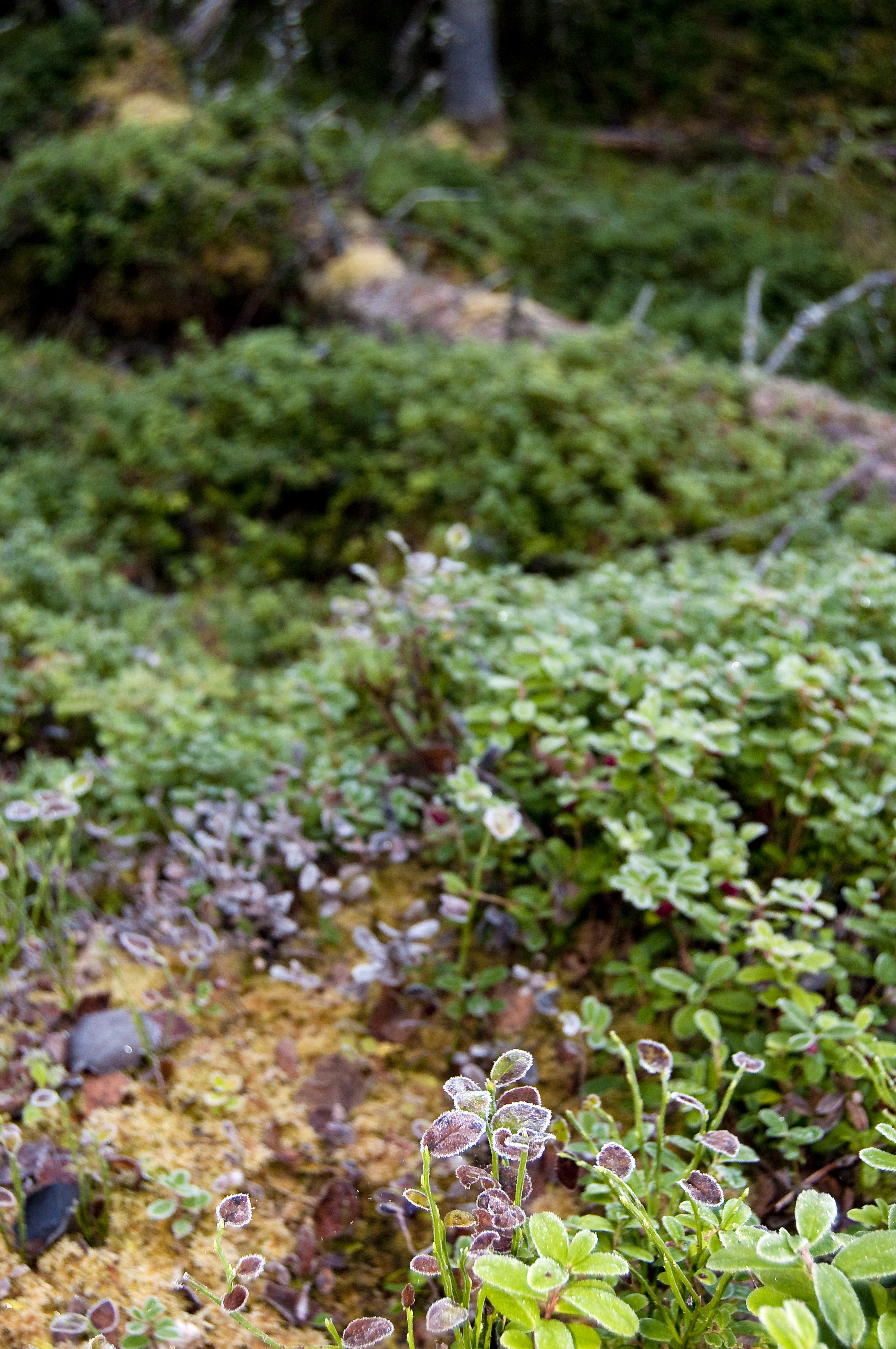

### Rödlistade växter
- Blekskaftad nållav
- Stiftgelelav
- Skogsfru
- Rosenticka
- Doftticka
- Harticka
- Lunglav
- Skrovellav
- Rynkskinn

### Rödlistade djur
- Tretåig hackspett

### Naturtyper
- Taiga 16 ha
- Örtrik granskog 5 ha
- Lövsumpskogar 1 ha
- Skogbevuxen myr 1 ha

## Vägbeskrivning
Åk E45 mot Lit från Östersund. Ta av åt höger mot Fjäl strax innan Indalsälven. Passera Fjäl. Kör två kilometer bortanför Fjälkvarn. Ta stigen till höger upp mot reservatet.